# West-End Theater
Het West-End Theater is een klein theater in West-Terschelling, een plaats op het Nederlandse waddeneiland Terschelling. Dit zogenaamde "mini-Tuschinski" (een verwijzing naar het Amsterdamse Tuschinski-theater) bevat een filmzaal in art deco-stijl met een capaciteit van circa 45 bezoekers, waar arthouse films en blockbusters vertoond worden. Ook wordt er kleinkunst opgevoerd zoals gedurende het jaarlijks op het eiland gehouden Oerol theaterfestival.

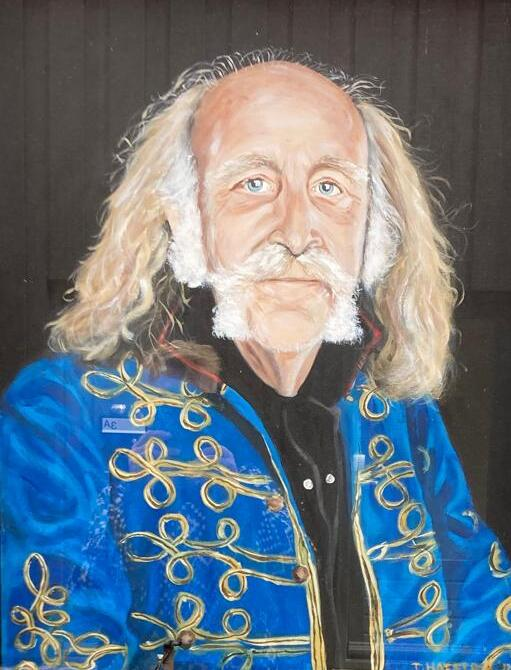
Willem Fries (ca. 1947–2022)

Het pand aan de Raadhuisstraat in West-Terschelling was een voormalige lingeriewinkel toen het in vier jaar tijd door Terschelling-icoon Willem Fries (ca. 1947–2022) tot theater verbouwd werd. De stijl was geïnspireerd op die van het Tuschinskitheater in Amsterdam. In 2005 werd West-End Theater gedurende het Oerol theaterfestival geopend met de muziekvoorstelling Jetje en haar dansorkest. Fries zelf was er tot zijn dood in 2022 de theaterdirecteur. Zijn zoon Gerrit Fries en partner hebben het stokje overgenomen.
De karakteristieke stijl waarop Willem Fries en zijn vrouw het theater runden is intact gehouden: film of voorstelling wordt voorafgegaan door uitleg voorgedragen vanuit een handgeschreven document. Toen Willem nog in leven was, deed hij dat zelf, standaard in een blauwe theaterjas. Thans vervult zijn zoon deze rol, in een zwarte theaterjas. In de pauze wordt traditioneel met een schaal kaas en worst rondgegaan.